# Villa Foscari
Villa Foscari is een villa gelegen in de frazione Malcontenta di in de gemeente Mira langs het Brenta kanaal. Het is een van Palladio's villa's die voor publiek toegankelijk zijn, en het is de enige villa van Andrea Palladio aan de Brenta. Andere villa's zijn: Villa Pisani te Stra, Villa Zen, Villa Barbaro te Maser, Villa Cornaro te Piombino Dese en Villa Emo te Fanzolo di Vedelago.
De villa Foscari is een beroemde schepping van Andrea Palladio en is beter bekend als La Malcontenta. Het huis heeft volgens de legende zijn bijnaam te danken aan het verhaal dat een echtgenote van een van de Foscari’s hier zou zijn opgesloten omdat ze de huwelijkstrouw niet erg hoog had gehouden.
De opdracht tot de bouw werd gegeven door Alvise en Nicolò Foscari, leden van een Venetiaans geslacht dat enige dogen had geleverd. Tussen 1550 en 1560 werkte Palladio aan het huis. De villa ligt op een massief voetstuk, wat kenmerkend is voor de villabouw van deze architect. Het voetstuk was ook bedoeld om het woongedeelte ("piano nobile") droog te houden bij overstromingen van de Brenta.
De Villa Foscari werd als onderdeel van Vicenza en de Palladiaanse villa's in Veneto door de commissie voor het Werelderfgoed erkend als UNESCO werelderfgoed. Vicenza en drie villa's werden in 1994 tijdens de 18e sessie van de Commissie voor het Werelderfgoed bijgeschreven op de werelderfgoedlijst. 22 bijkomende villa's, waaronder de Villa Foscari werden tijdens de 20e sessie in 1996 erkend.